# Astrid Henning-Jensen (dokumentarfilm)
Astrid Henning-Jensen er en dansk portrætfilm fra 1967 instrueret af Gert Fredholm. Filmen handler om filminstruktøren og manuskriptforfatteren Astrid Henning-Jensen (1914-2002).